# Woke

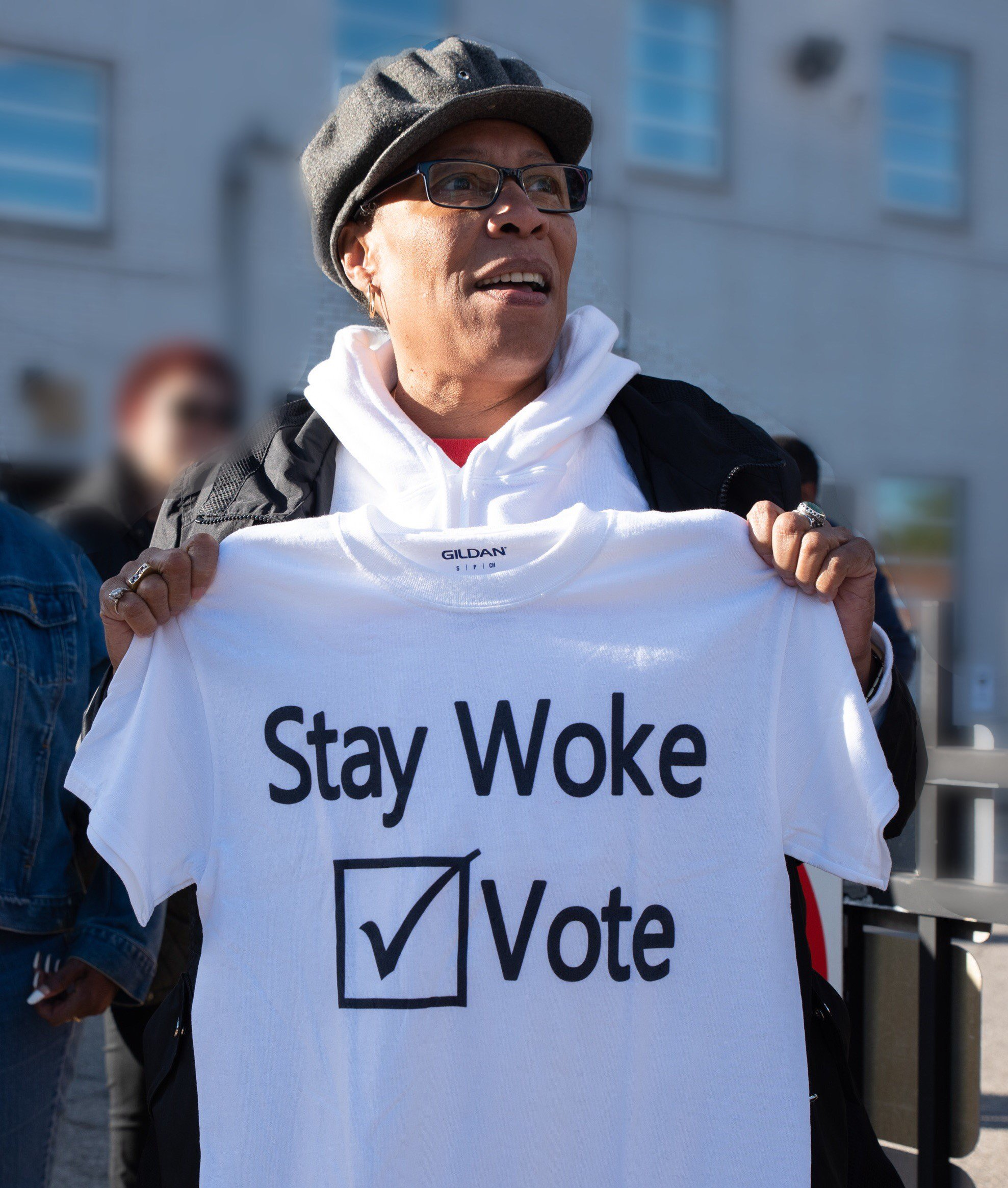
La excongresista de los Estados Unidos, Marcia Fudge, sosteniendo una camiseta con la frase "Stay Woke: Vote" en 2018

Woke («despierto» en inglés) es un término originado en la comunidad afroamericana de Estados Unidos como forma de referirse a quienes se enfrentan o se mantienen alerta frente al racismo. Posteriormente, el término empezó a abarcar otras cuestiones de desigualdad social, como la desigualdad de género y la negación de derechos a las personas LGBT. Desde finales de la década de 2010, el término también se ha utilizado para referirse a algunas políticas progresistas o de izquierda relacionadas con la justicia social y las políticas identitarias. Para el 2020, sectores conservadores y ultraconservadores de derecha y extrema derecha en varios países occidentales empezaron a usar el término woke, a menudo de manera despectiva, como forma de denominar a varios movimientos e ideologías progresistas o de izquierda que ellos perciben como excesivamente entusiastas, agresivos o susceptibles, además de acusarlos de censurar opiniones discrepantes mediante la llamada cultura de la cancelación.
Para el 2021, woke se convirtió en una de las palabras más frecuentemente usada en entornos políticos conservadores para atacar a lo que perciben como progresista, de tal manera que actualmente los usos más destacados de la palabra tienen lugar en un contexto despectivo. Aunque en español no tiene una traducción asentada y generalmente se usa el término inglés crudo, destacada en cursiva o entrecomillada al ser un extranjerismo, en la jerga coloquial de España se han empleado términos como despiertismo para referirse a este movimiento y despiertos o despiertitos para quienes lo siguen, este último con un tono despectivo según algunos usos documentados. Una traducción propuesta por la RAE es concienciado.

## Origen y usos del término
La frase «stay woke» («mantente despierto») surgió en la comunidad afroamericana de Estados Unidos en la década de 1930. Al desarrollarse dentro del inglés afroestadounidense vernáculo, woke se refirió a una conciencia de los problemas sociales y políticos que afectan a los afroamericanos, especialmente los prejuicios raciales y la discriminación. De esta forma, ha aparecido en varios contextos, por ejemplo, en canciones de Leadbelly y Erykah Badu. Tras el asesinato de Michael Brown en Ferguson, Misuri, en 2014, la frase fue popularizada por activistas de Black Lives Matter (BLM) que alegaban buscar crear conciencia sobre los tiroteos policiales contra afroamericanos. La expresión se popularizó en Black Twitter y ganó tracción como un meme de Internet, utilizándose con frecuencia por personas que no eran afroamericanas, a menudo para señalar su apoyo a Black Lives Matter. Asociado con la generación Y, el término se extendió internacionalmente y se agregó al Oxford English Dictionary en 2017.

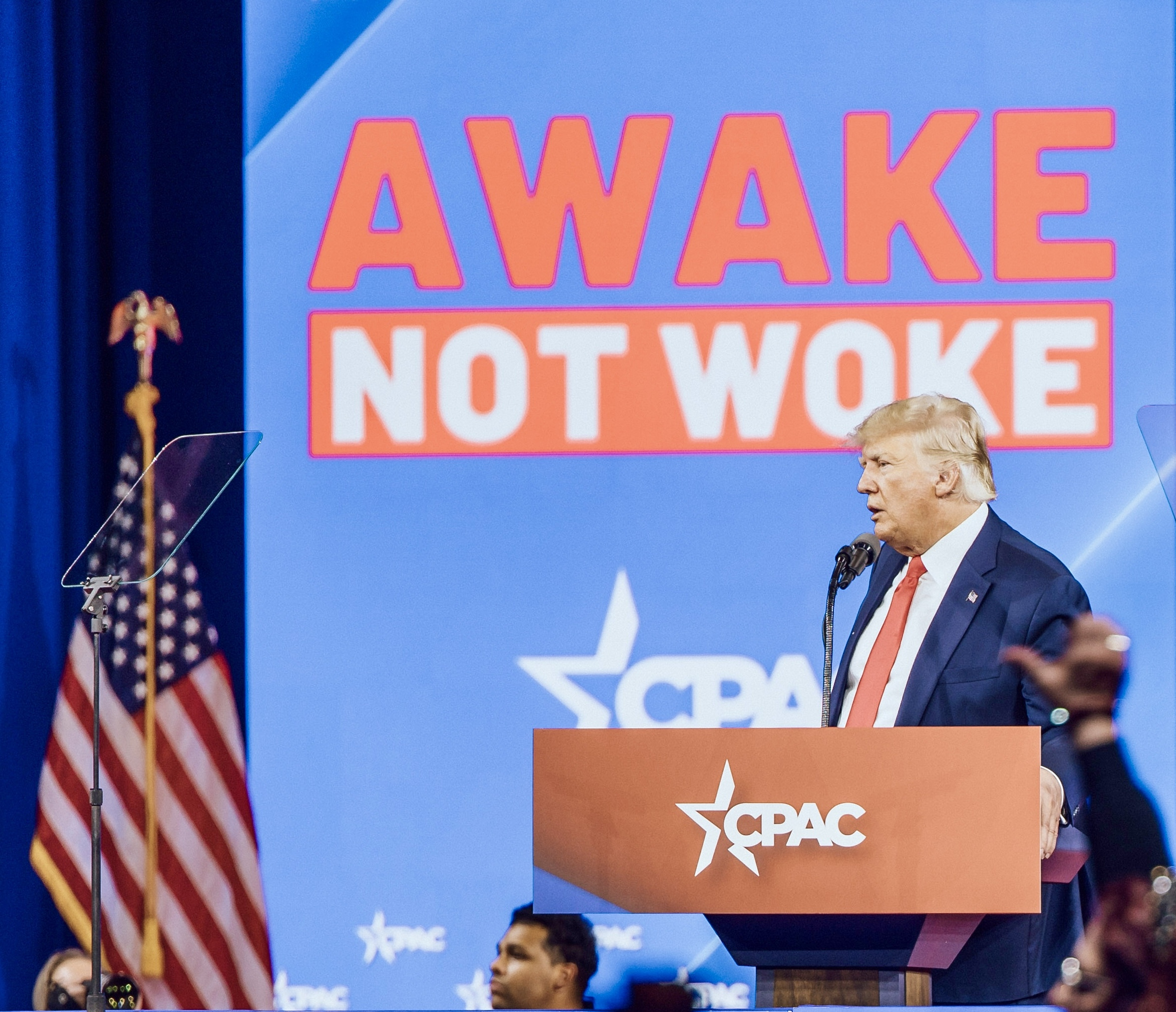
El republicano Donald Trump hablando en la CPAC 2022 con el lema Awake Not Woke («Despierto, no despertado»).

A medida que el uso del término se ha extendido más allá de sus orígenes afroamericanos, woke se ha utilizado cada vez más como un término general para describir los movimientos de «justicia social» de izquierda. Para 2020, críticos de estas posiciones en varios países occidentales han usado el término woke para describir a movimientos de izquierda «fanáticos o insinceros, y tendentes a censurar de forma dogmática cualquier desviación de su perspectiva ideológica». Algunos movimientos de izquierda llegaron a considerarlo un término ofensivo utilizado para denigrar a quienes hacen campaña contra lo que ellos perciben como discriminación. A menudo se utiliza también como sinónimo de «progre». Empresas de entretenimiento como Disney reconocieron formar parte de este fenómeno social al ser acusadas de promover estos movimientos.

## Capitalismowokeywoke-washing
A mediados de la década de 2010, el lenguaje asociado con el "despertar" había entrado en los principales medios de comunicación y se estaba utilizando para marketing. El término capitalismo woke fue acuñado por el escritor Ross Douthat para las marcas que usaban mensajes políticamente progresistas como sustituto de una reforma genuina. Según The Economist, los ejemplos de capitalismo woke incluyen campañas publicitarias diseñadas para atraer a los millennials, quienes a menudo tienen puntos de vista socialmente más liberales que las generaciones anteriores.
Las científicas culturales Akane Kanai y Rosalind Gill describen el capitalismo woke como la tendencia "que se intensifica drásticamente" para incluir grupos históricamente marginados (principalmente en términos de raza, género y religión) como mascotas en la publicidad, con un mensaje de empoderamiento para señalar valores progresistas. Por un lado, Kanai y Gill argumentan que esto crea una idea individualizada y despolitizada de la justicia social, reduciéndola a un aumento de la confianza en uno mismo. Por otro lado, la visibilidad omnipresente en la publicidad también puede amplificar una reacción negativa contra la igualdad de precisamente estas minorías. Estos se convertirían en mascotas no sólo de las empresas que los utilizan, sino del presunto sistema económico neoliberal, con su orden socialmente injusto. Para los económicamente débiles, la igualdad de estas minorías se convertiría así en algo indispensable para el mantenimiento de este sistema económico; las minorías serían consideradas responsables de las pérdidas de este sistema.

## Go woke, go broke
Go woke, go broke (alternativamente get woke, go broke; literalmente «si te haces woke, te vas a arruinar») es una expresión peyorativa utilizada por grupos de la derecha política estadounidense para criticar y boicotear a las empresas que apoyan públicamente políticas progresistas, como el empoderamiento de las mujeres, las personas LGBT y la teoría crítica de la raza (going woke, «hacerse woke [la empresa]»), afirmando que el valor de las acciones y el rendimiento empresarial sufrirán inevitablemente (going broke, «hará que [la empresa] quiebre/llevará a la ruina») como resultado de la adopción de políticas identitarias de diversidad, equidad e inclusión (DEI). Las opiniones difieren sobre el impacto real de la frase o que sus resultados son inconsistentes. Algunas películas que se etiquetan como woke han logrado éxito financiero, como Capitana Marvel o Barbie, considerada  por ciertos grupos. Mientras que otras, como The Marvels o Strange World, fueron un fracaso de taquilla.
En 2023, empresas como Bud Light, Target y The Walt Disney Company tuvieron una pérdida significativa de ventas y caídas del valor de las acciones luego de boicots organizados por conservadores, mientras que Disney perdió suscriptores en su plataforma de streaming. Los expertos opinan que estas pérdidas no pueden atribuirse únicamente a los boicots y que podrían deberse a otras causas, como las reacciones de las compañías a estos eventos. En 2024, empresas como Walmart, Lowe's y Harley-Davidson decidieron revertir sus políticas DEI ante la creciente amenaza de daños a la reputación pública y mercantil y enfrentar demandas judiciales, similares a la resolución Students for Fair Admissions v. Harvard de la Corte Suprema de los Estados Unidos que declaró inconstitucional la discriminación afirmativa en las admisiones universitarias en junio de 2023.
En los últimos años, varios  videojuegos como Concord y Suicide Squad: Kill the Justice League se le acusaron de ser woke por tener diseños o historias inclusivas; aunque hay videojuegos como  Marvel´s Spiderman 2 o Baldur's Gate III fueron un éxito tanto financiero como comercial. En octubre de 2023, Sweet Baby atrajo atención negativa en Kiwi Farms, un foro web donde un usuario describió la participación de la compañía en Alan Wake II como «posiblemente uno de los mayores escándalos en la historia de los juegos»; Se compartieron publicaciones similares en sitios como 4chan y la comunidad de Reddit r/KotakuInAction. Los empleados dijeron que un pequeño grado de acoso se dirigió hacia la empresa después de esta atención, que aumentó en enero de 2024, cuando un usuario de Steam creó un grupo de curadores que enumeraba el trabajo de Sweet Baby, alentando a los jugadores a evitar los juegos ya que el estudio promovía una «agenda woke». Cuando un empleado de Sweet Baby pidió a otros que denunciaran al grupo por no cumplir con el código de conducta de Steam en febrero de 2024, recibió una mayor atención. En cuestión de semanas, tenía más de 210 000 seguidores  y un servidor de Discord relacionado tenía miles de miembros. Ambos se sometieron a purgas de contenido después de que el personal de Steam y Discord contactara a sus moderadores sobre la posible violación de los términos de servicio, ya que gran parte del contenido impulsado por los usuarios en estos foros rayaba en el discurso de odio.